# Кеттен, Леопольд
Леопольд Кеттен (фр. Léopold Ketten; 10 мая 1845, Темешвар, Австрийская империя — 24 сентября 1932, Женева, Швейцария) — французский и швейцарский оперный певец (тенор), композитор, музыкальный педагог. Брат Анри Кеттена.
Родился в еврейской семье, отец братьев Кеттенов вскоре после их рождения начал работать в Парижской синагоге. C 1863 года работал пианистом-аккомпаниатором в парижском Лирическом театре. В 1866 году дебютировал на сцене Итальянского театра в опере Гаэтано Доницетти «Дон Паскуале» (в партии Эрнесто).
В 1877 году перебрался в Швейцарию как профессор вокала в Женевской консерватории, не оставляя полностью исполнительской карьеры: так, большой успех имело его выступление в 1883 году в заглавной партии в оратории Гектора Берлиоза «Осуждение Фауста». В 1881—1901 гг. руководил собственной хоровой капеллой (фр. Chapelle Ketten), в 1906—1912 гг. возглавлял хор консерватории.
Автор песен на стихи Виктора Гюго, Франсуа Коппе, Сюлли-Прюдома. Кеттену посвящён романс Сесили Шаминад «Без любви».
Кавалер Ордена Почётного легиона (1909).